# Mutengene
Mutengene – miasto w Kamerunie, w Regionie Południowo-Zachodnim. Liczy około 50,3 tys. mieszkańców.